# سولومون غولاب
سولومون غولاب (بالإنجليزية: Solomon Golub)‏ هو ملحن أمريكي، ولد في 27 فبراير 1887، وتوفي في 18 يونيو 1952.

## وصلات خارجية
- سولومون غولاب على موقع ميوزك برينز (الإنجليزية)